# Жижель, Иван Матвеевич
Ива́н Матве́евич Жи́жель (1904—1982) — строитель, Герой Социалистического Труда (1964).

## Биография
Иван Жижель родился 16 июня 1904 года в селе Сыроежки (ныне — Берестовицкий район Гродненской области Белоруссии). С 1921 года работал на железной дороге. В 1922 году Жижель окончил железнодорожное училище. В 1935 году он окончил Минский политехнический институт по специальности «инженер промышленного и гражданского строительства», после чего работал в Белгосстрое. С 1938 года руководил институтом «Белпромпроект». В начале Великой Отечественной войны уехал из Минска в Смоленск, откуда и был призван в армию. Участвовал в боях Великой Отечественной войны.
После освобождения Минска Жижель был уволен из Вооружённых Сил и назначен сначала инструктором строительного отдела ЦК КП БССР, а затем — заведующим отделом стройматериалов Госплана БССР, инженером Главного управления промышленного строительства. С 1951 года Жижель руководил Главным управлением строительства Минска, а в 1955 году возглавил Министерство промышленного строительства Белорусской ССР.
Под непосредственным руководством Жижеля было построено большое количество промышленных предприятий Белорусской ССР, в том числе Гродненский азотно-туковый комбинат, Солигорский калийный комбинат, Полоцкий нефтеперерабатывающий комбинат, введены в строй новые очереди Минского автомобильного завода и Минского тракторного завода. Кроме того, Жижель руководил строительством большого количества жилых строений, объектов социальной сферы. При его активно участии строились здания Белорусского государственного университета и Памятник Победы на одноимённой площади в Минске. Избирался депутатом Верховного Совета Белорусской ССР, делегатом XXII и XXIII съездов КПСС.
Указом Президиума Верховного Совета СССР 15 февраля 1964 года за «самоотверженный труд и выдающиеся производственные успехи, достигнутые при строительстве Гродненского азотнотукового завода, Первого Солигорского калийного комбината, Полоцкого нефтеперерабатывающего завода» Иван Жижель был удостоен высокого звания Героя Социалистического Труда с вручением ордена Ленина и медали «Серп и Молот».
В 1969 году Жижель ушёл с поста министра, а в 1970 году вышел на пенсию. Проживал в Минске. 
Скончался 18 марта 1982 года, похоронен на Восточном кладбище Минска.

## Награды
Заслуженный строитель БССР, Почётный гражданин Минска. Был награждён двумя орденами Ленина, двумя орденами «Знак Почета», орденом Красной Звезды и рядом медалей.

## Память
Именем И. М. Жижеля названы улица в Большой Берестовице и УО «Минский государственный колледж инновационных строительных технологий имени И.М.Жижеля».
В 1994 году на доме на углу улицы Захарова и Войскового переулка в Минске, где жил Иван Матвеевич, установлена мемориальная доска.
В Белорусском государственном музее истории Великой Отечественной войны хранятся материалы И.М. Жижеля, которые он лично передал в музей в 1981 г. В экспозиции музея представлен фотопортрет Ивана Матвеевича, выписка из журнала боевых действий 62-го отдельного понтонно-мостового батальона, удостоверение, а также портсигар с дарственной надписью от воинов его батальона.